# Lespesia halisidotae
Lespesia halisidotae là một loài ruồi trong họ Tachinidae.